# Josnes
Josnes település Franciaországban, Loir-et-Cher megyében. Lakosainak száma 862 fő (2022. január 1.). Josnes Cravant, Tavers, Villorceau, Concriers, Lestiou, Lorges és Séris községekkel határos.

## Népesség
A település népességének változása:
| Lakosok száma | 861  | 793  | 775  | 974  | 894  | 893  | 887  | 862  | 856  | 862  |
|               | 1968 | 1982 | 1990 | 2006 | 2013 | 2015 | 2017 | 2019 | 2020 | 2022 |